# Ахметов, Исмаил Тимирович
Исмаил Тимирович Ахметов — российский бизнесмен, меценат, коллекционер мозаики.

## Бизнес
Родился в Казахстане. Выпускник Челябинского Государственного Университета, факультета физики.
Строитель и крупный изготовитель стройматериалов. Владелец компании Arch-Skin. Основатель (1995) и владелец группы компаний БАРС. Учредитель фабрики Laminam Rus (2013), представительство в Калужской области итальянской фирмы «Laminam».
Специализируется на итальянской мозаике. Издает журнал, посвященный искусству мозаики — Solo Mosaico. Мозаичные фабрики Ахметова расположены в России и Италии. А в Балабаново находится художественная мастерская, арт-резиденция (основана в 2005), в которой Ахметов работает в технике мозаики сам, и предоставляет её художникам.
В 2019 году издание «БИЗНЕС Online» включило его в список «Топ-50 татар Москвы».

### Мозаика и выставки
Коллекционирует мозаики.
Основатель Фонда Исмаила Ахметова по развитию образования и поддержке культуры (2011).
Собрание современного мозаичного искусства Фонда Исмаила Ахметова по состоянию на 2016 год насчитывало более 300 экспонатов; в том году в Казани было представлена выставка из 20 работ собрания — под открытым небом на территории музея-заповедника «Казанский кремль» и в выставочном зале «Манеж».
Другая выставка Фонда, под названием «Reliquarium», была включена в программу 4-й Московской биеннале современного искусства в 2011. В 2013 году в Казани прошла выставка Фонда «Мозаики Musivum в Казанском Кремле». В 2009 году Фонд организовал выставку «Художник и мозаика» в Музее им. Щусева, в 2015 там же «Геометрия света» В. Наседкина, инсталляцию «Золотая река» у ЦДХ. В 2014 году в Петербурге Фонд представил выставку «Ретроспектива 1965—2014» итальянских художников Марко Бравура, Марко Де Лука и Вердиано Марци. Также Фонд (официально ликвидированный в 2019 году) выступал организатором и спонсором ряда других выставочных проектов, связанных с мозаиками и инсталляциями. В 2024 году принял участие в организации выставки «Культурный полюс. Таруса» в музее «Новый Иерусалим», кураторы которой желают сформировать термин "тарусская школа живописи".
Благодаря поддержке Фонда в Тарусе была основана мозаичная мастерская-студия «Части целого», её руководитель — Владимир Амелин — ученик итальянского мастера Марко Бравура. Итальянский мозаичист, по словам «Новой газеты» и Elle Decoration, был заманен жить в Тарусу именно Ахметовым. Бравура отзывается о меценате с восхищением.
В 2014 году Фонд выступил заказчиком монументального панно «История татарской письменности», в обновленной рекреации школы-интерната для одаренных детей в поселке Богатые Сабы (Татарстан).

## Меценатство
Лауреат общенациональной премии «Меценат года» (2016), учрежденной Министерством культуры Российской Федерации.
Ахметов живёт в Тарусе (Калужская область), где реализовано большинство его культурных проектов. Способствовал работе художественного отделения Тарусской детской школы искусств: выкупил пустое здание бывшей больницы (1870 год) и отремонтировал с элементами реставрации, а затем отдал городу обратно в аренду за символическую плату 1 рубль в год. Для того, чтобы школа искусств начала работать, он вдобавок приобрел туда оборудование для кабинетов и занятий.
Другие реализованные им благотворительные проекты: ремонт фасада местной детской библиотеки, а также патронаж Камерного оркестра Тарусы (дирижер Иван Великанов).
Бывшее здание клуба-столовой Дома отдыха им. Куйбышева, с советского времени лежавшее в руинах было Ахметовым реконструировано и украшено мозаиками. Теперь это своего рода «частный Дом культуры», где проходят концерты, выставки, творческие встречи с писателями и актёрами, семинары архитекторов, дизайнеров, художников. Является его директором.
Входит в Общество помощи Тарусской больнице.

### Школа
Основатель школы «Homogarmonicus» (2012) с отделениями в Москве и Тарусе (ОАНО «Семейная школа Тарусы»).
Отец пятерых детей.

### Авиация
В 2020 году разработчик летающих транспортных средств Hoversurf привлек финансирование от предпринимателя Исмаила Ахметова при оценке в $30 млн. Компания занимается воздушным такси. В 2021 году Ахметов объявил, что детская школа, которую он некоторое время пытался организовать в Тарусе, получит авиационную направленность.